# Informationsarkitektur

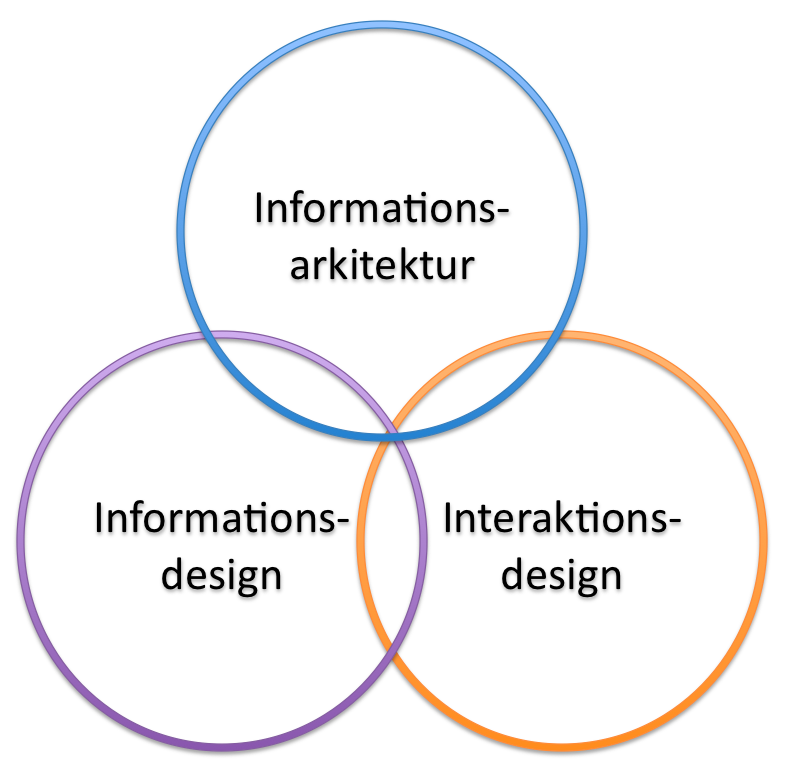
En konceptuell modell över hur de tre disciplinerna Informationsarkitektur, Informationsdesign och Interaktionsdesign samverkar.

Informationsarkitektur är en IT-term som syftar på den struktur som i förväg måste utarbetas – vanligen av personer från en organisations eller ett företags informationsavdelning i samarbete med en IT-avdelning eller ett IT-företag – så att optimala möjligheter råder för att organisera den information som en produkt (webbportal, mobiltelefon, mp4-spelare, TV-spel, datorspel, m.m.) ska ha så att produktens digitala gränssnitt hjälper användarna att hitta vad de söker eller att göra det de vill. Begreppet informationsarkitektur fanns redan i slutet av 1970-talet och syftade då på allt det skelett som måste sättas ihop innan man började fylla vilken informationsprodukt som helst – en broschyr, en faktabok, en encyklopedi, ett föredrag, osv. – med "kött" i form av text, bild, ljud eller annan information. En föregångsman när det gällde att peka behovet av informationsarkitektur var Richard Saul Wurman. Han myntade begreppet redan 1976, d.v.s. långt före webben som uppfanns av Tim Berners-Lee 1989.
Yrkesrollen kopplad till informationsarkitektur är informationsarkitekten som arbetar med att strukturera, analysera och beskriva en organisations information och informationsbehov. Informationsarkitekten tar fram, eller arbetar inom organisationens informationsstyrning och formella strukturer som uttrycker de grundläggande beskrivningar på vilka verksamhetens processer arbetar. Informationsarkitekten stöder utveckling av informationssystem genom att uttrycka verksamhetens information genom tex modeller (vilka organiserar verksamhetobjekt) som kan användas som underlag till systembeskrivningar. Informationsarkitekten bidrar med strukturerandet av information och informationens livcykel lika mycket till verksamheten som till verksamhetsutveckling och IT-stöd. Yrkestiteln informationsarkitekt syftade under webbens tillväxt ofta på kanalisering av information för publicering, men har återgått till att beskriva de strategiska ansvar och kompetenser grundläggande för att kunna utveckla informationsdrivna verksamheter.

## Definition
Informationsarkitekturen beskriver och strukturerar verksamhetskritiska begrepp, hur de organiseras, styrs, ändras och omsätts i verksamhetens syften. Dålig informationsstruktur kan inte kompenseras av programmering eller visuell design.
Enligt Peter Morville och Louis Rosenfeldt är informationsarkitektur:
- Strukturell design av gemensamma informationsmiljöer.
- En kombination av organisations-, kategoriserings-, söknings- och navigeringssystem inom webbplatser och intranät.
- Den vetenskapliga konsten att skapa informationsprodukter och upplevelser som stödjer användbarhet och sökbarhet.
- En disciplin vars syfte är att skapa arkitektur- och designprinciper i det digitala landskapet.

### Beskrivning
Peter Morville och Louis Rosenfeldt har några förslag:
- Jag är informationsarkitekt. Jag organiserar enorma mängder information på webbplatser och intranät så att människor verkligen kan hitta det de söker. En sorts internetbibliotekarie om man så vill.
- Jag är informationsarkitekt. Jag hjälper mitt företag att underlätta för våra kunder att hitta våra produkter på vår webbplats. Jag är en typ av online-handlare som genomför småskaliga marknadsföringskoncept på internet.
- Jag är informationsarkitekt. Min uppgift är att ta hand om informationsöverflödet som alla klagar på

## Verktyg
När Informationssystem ska utvecklas eller förändras startar arbete med kravinsamling. Vilket/vilka problem vill intressenten att det nya system ska lösa? Hur vill kunden att det nya systemet ska fungera? är exempel på frågor som Informationsarkitekten bör kunna besvara. För att kunna besvara frågorna från intressenterna har Informationsarkitekten en verktygslåda och en beredskap för att närma sig problemställningen på ett strukturerat sätt.

### Kravinsamling (Elicitering)
Det finns tre olika typer av krav:
- Funktionella krav - svar på frågan Vad?
- Kvalitativa krav - svar på frågan Hur?
- Domänspecifika krav - exempelvis lagkrav

Dessa olika krav kan samlas in med en mängd olika tekniker som t.ex. Användbarhetstestning, Användningsfall, Card Sorting, Enkät, Intervjuer, Observation, Persona, Prototyp och Workshop.

### Unified Modeling Language (UML)

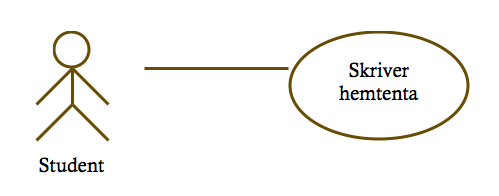
Exempel på den enklaste formen av ett användningsfallsdiagram (Use Case Diagram) enligt UML.

UML är ett objektorienterat generellt språk för modellering av alla typer av system. Språket används främst inom programvarukonstruktion, utan att ta hänsyn till i vilken utvecklingsmiljö modelleringen ska implementeras. De modernare programutvecklingsspråken C#, Java och Python kan implementera UML-diagram i respektive miljö.

### Objektorienterad systemanalys och design (OOSAD)
OOSAD är en modelleringsteknik för utveckling av programvara. Modelleringen utgår från flera objekt som interagerar med varandra. Varje objekt representerar en enhet som kan vara en sak eller en företeelse inom det system som modelleras. Objektet skapas av en klass med särskilda egenskaper, metoder och beteenden. Det finns ett antal olika modelleringstekniker för OOSAD, där en av dem är UML.

## Färdigheter & Kunskaper
Förutom verktygen behöver informationsarkitekten besitta en del färdigheter och kunskaper. Framförallt behövs kunskaper i märkspråk som HTML och XML, men även färdigheter i programmering.

### Webbtekniker
Att skapa webbplatser med hjälp av HTML eller informationsstrukturer med hjälp av XML tillhör den hårda kärnan av kunskaper hos Informationsarkitekten. Tidigare användes tabeller för att skapa ett särskilt utseende för en webbplats men tekniken är idag ersatt av CSS. Fortfarande finns det platser på webben som använder tabeller för positionering av element, men dessa blir färre och färre.
På klientsidan används ofta JavaScript för att ge webbplatsen en viss dynamik, där innehållet kan förändras beroende på användarens val. På serversidan finns det ett större antal olika skriptspråk där exempelvis PHP är mycket användbart för att kunna skapa en databasdriven webbplats. PHP har öppen källkod vilket gör tekniken tillgänglig för många utvecklare. Microsoft har en egen variant av skriptspråk på serversidan i form av Active Server Pages (ASP) och ASP.NET.

#### Användbarhet på webben
Dagens webbplatser blir större och större, vilket har skapat ett behov av att kunna möta användarna på den nivå där de kan hitta det de söker. Själva idén med en webbplats har förändrats från att vara en statisk marknadsplats till en plats att kunna erbjuda kunder produkter eller tjänster. På 1990-talet skulle alla ut på webben, men hade egentligen inget mål med att finnas där. Då kunde webbplatserna närmast jämföras med ett reklamblad för det företag eller den myndighet som ville marknadsföra sig.
Idag erbjuds fler och fler tjänster på nätet och e-handeln börjar bli en mogen och erkänd bransch. Likaså är det för vissa otänkbart att inte ha tillgång till bankens tjänster, att deklarera eller anmäla vård av sjukt barn på nätet. Därav behovet av användbarhet för att fler ska kunna tillgodogöra sig innehållet. Varje användare är unik, vilket ökar behovet av användbarhetstester på olika användargrupper, beroende på vem webbplatsen är till för.